# Ramón Gómez de la Serna
Ramón Gómez de la Serna [gómes ~ sêrna], španski pisatelj, * 3. julij 1888, Madrid, † 12. januar 1963, Buenos Aires. 
Prve romane, v katerih je slavil rojstni Madrid, je pričel pisati pri šestnajstih letih. Kasneje je v romannih, novelah, dramah in parodijah ustvaril novi literarni žanar tako imenovani »krik stvari« (las gregurías); zgošeno aforistično prozo, polno metafor, besednih iger in besednega humorja, ki asociativno povezuje različna področja resničnosti in tako ustvarja nov pogled na stvari; stvari kričijo, rade bi bile nekaj drugega kot so, pisatelj jih sliši in sporoča to spremembo svetu.

## Pomembnejša dela
- Neverjetni zdravnik (El Doctor Inverosímil, 1914)
- Cirkus (El circo, 1917)
- Greguerías (1917)
- Črna in bela vdova (La viuda blanca y negra, 1921)
- Koča vrtnic (El chalet de les rosas, 1923)
- Bikoborec Caracho (El torero Caracho, 1927)
- Gospod s sivim polcilindrom (El caballero del hongo gric, 1929)
- Dojke (COBISS)